# Urubichá
Urubichá är en ort i Bolivia.   Den ligger i departementet Santa Cruz, i den centrala delen av landet, 500 km nordost om huvudstaden Sucre. Urubichá ligger 295 meter över havet och antalet invånare är 3 267.
Terrängen runt Urubichá är platt. Runt Urubichá är det mycket glesbefolkat, med 2 invånare per kvadratkilometer.. Det finns inga andra samhällen i närheten.
I omgivningarna runt Urubichá växer i huvudsak städsegrön lövskog.